# 黄石北站
黄石北站是位于中华人民共和国湖北省黄石市下陆区的一个火车站，坐落于武黄城际铁路上。车站线路全长1.6公里，站场约50万平方米，站房面积约4000平方米，站前广场约6000平方米，休闲广场约5000平方米，还建有601个出租车停车位和638个社会车辆停车位，站前配备有大型公交枢纽场站以及大型商业中心。

## 基本概况
黄石北站位于黄石市下陆区，线侧下式车站2台4线，到发线有效长650米，站房建筑面积4000平方米。主体幕墙体塑造出大气、雄壮、立体感强烈的现代效果；简练的金属屋顶盖呈几何切割状，具有向外伸展的动势，寓意黄石作为新兴的工业城市正在迅猛发展。

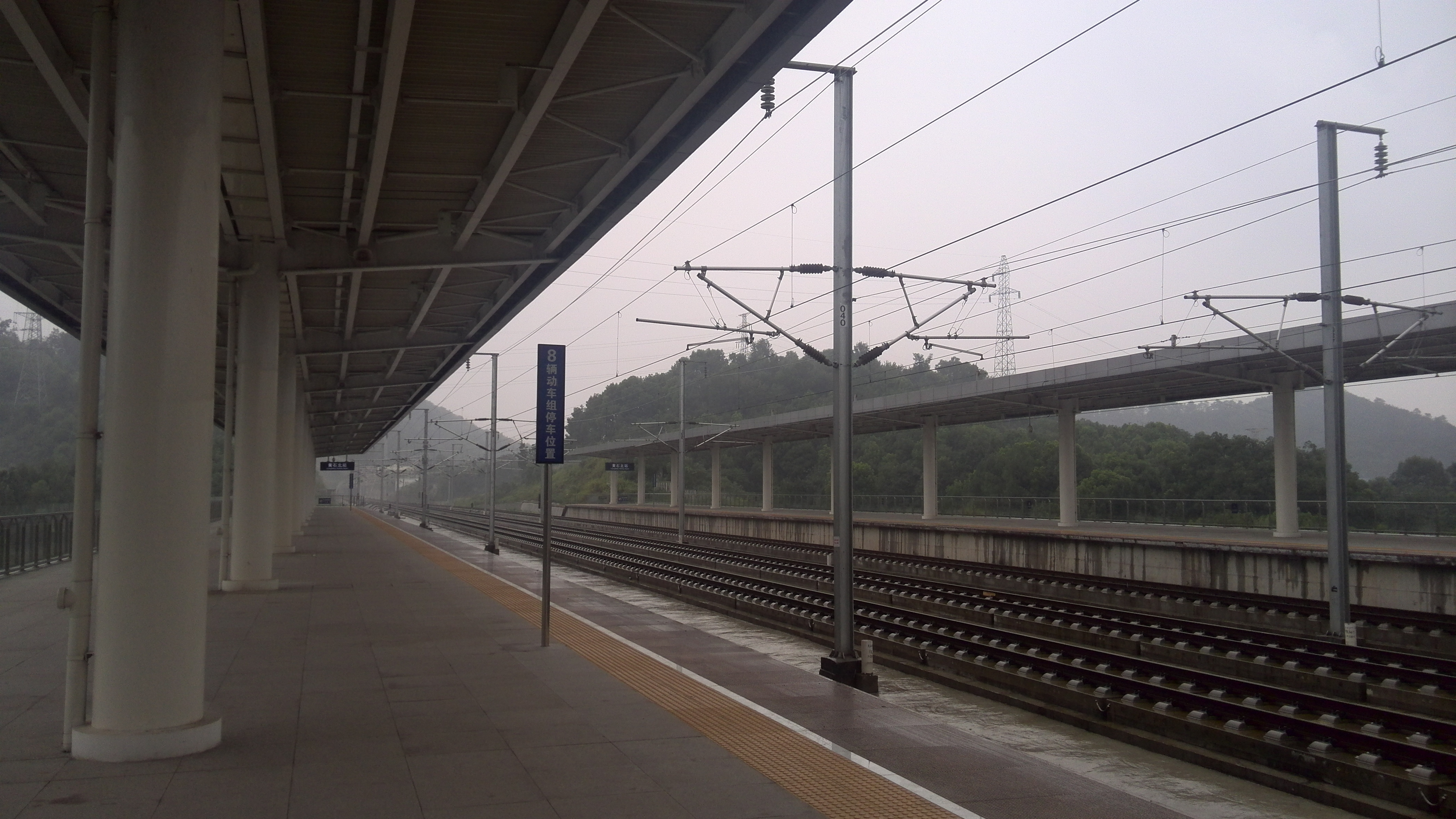
黄石北站站台

## 有轨电车
黄石有轨电车1号线黄石北站于2023年1月15日开通运营。